# Jeenathan Williams
Jeenathan Lewis Williams jr., detto Nate (Rochester, 12 febbraio 1999), è un cestista statunitense.

## Carriera
Dopo i quattro anni di college all'Università di Buffalo, con i quali negli ultimi due anni viene inserito nel secondo e nel primo miglior quintetto della Mid-American Conference, partecipa alla NBA Summer League con gli Utah Jazz, dai quali viene tuttavia scartato. Si accasa quindi alla società satellite dei Salt Lake City Stars. Il 1º aprile del 2023 firma con i Portland Trail Blazers, con i quali termina la stagione.

## Statistiche

### NCAA
| Anno      | Squadra       | PG  | PT | MP   | TC%  | 3P%  | TL%  | RP  | AP  | PRP | SP  | PP   |
| --------- | ------------- | --- | -- | ---- | ---- | ---- | ---- | --- | --- | --- | --- | ---- |
| 2018-2019 | Buffalo Bulls | 36  | 1  | 9,1  | 35,8 | 10,6 | 61,1 | 1,7 | 0,2 | 0,2 | 0,2 | 3,2  |
| 2019-2020 | Buffalo Bulls | 32  | 31 | 25,7 | 45,5 | 31,8 | 70,8 | 4,7 | 1,2 | 0,8 | 0,7 | 11,6 |
| 2020-2021 | Buffalo Bulls | 25  | 24 | 30,9 | 48,6 | 38,6 | 70,8 | 6,8 | 2,4 | 1,1 | 0,4 | 17,6 |
| 2021-2022 | Buffalo Bulls | 29  | 29 | 32,6 | 49,0 | 45,1 | 69,0 | 5,0 | 2,9 | 1,4 | 0,8 | 19,1 |
| Carriera  | Carriera      | 122 | 85 | 23,5 | 46,7 | 35,5 | 68,8 | 4,3 | 1,6 | 0,8 | 0,5 | 12,1 |

#### Massimi in carriera
- Massimo di punti: 32 vs Michigan (10 novembre 2021)[4]
- Massimo di rimbalzi: 14 (2 volte)
- Massimo di assist: 6 (2 volte)
- Massimo di palle rubate: 4 (3 volte)
- Massimo di stoppate: 4 vs Central Michigan (5 febbraio 2022)
- Massimo di minuti giocati: 40 vs Akron (12 marzo 2021)

### NBA

#### Regular Season
| Anno      | Squadra             | PG | PT | MP   | TC%  | 3P%  | TL%  | RP  | AP  | PRP | SP  | PP   |
| --------- | ------------------- | -- | -- | ---- | ---- | ---- | ---- | --- | --- | --- | --- | ---- |
| 2022-2023 | Portland T. Blazers | 5  | 4  | 25,4 | 61,5 | 37,5 | 66,7 | 3,0 | 2,0 | 0,6 | 0,4 | 10,6 |
| 2023-2024 | Houston Rockets     | 22 | 0  | 5,9  | 54,0 | 40,0 | 53,8 | 1,0 | 0,3 | 0,2 | 0,0 | 2,9  |
| 2024-2025 | Houston Rockets     | 20 | 0  | 7,4  | 43,5 | 23,1 | 62,5 | 0,7 | 0,5 | 0,4 | 0,2 | 3,3  |
| Carriera  | Carriera            | 47 | 4  | 8,6  | 51,7 | 28,2 | 58,3 | 1,1 | 0,6 | 0,3 | 0,1 | 3,9  |

#### Playoffs
| Anno     | Squadra         | PG | PT | MP  | TC% | 3P% | TL% | RP  | AP  | PRP | SP  | PP  |
| -------- | --------------- | -- | -- | --- | --- | --- | --- | --- | --- | --- | --- | --- |
| 2025     | Houston Rockets | 3  | 0  | 1,7 | 0,0 | 0,0 | -   | 0,0 | 0,0 | 0,0 | 0,0 | 0,0 |
| Carriera | Carriera        | 3  | 0  | 1,7 | 0,0 | 0,0 | -   | 0,0 | 0,0 | 0,0 | 0,0 | 0,0 |

#### Massimi in carriera
- Massimo di punti: 17 vs Golden State Warriors (9 aprile 2023)[5]
- Massimo di rimbalzi: 5 vs Minnesota Timberwolves (2 aprile 2023)
- Massimo di assist: 4 vs San Antonio Spurs (6 aprile 2023)
- Massimo di palle rubate: 3 vs Memphis Grizzlies (4 aprile 2023)
- Massimo di stoppate: 2 vs Memphis Grizzlies (4 aprile 2023)
- Massimo di minuti giocati: 32 vs San Antonio Spurs (6 aprile 2023)

### G League
| Anno      | Squadra       | PG | PT | MP   | TC%  | 3P%  | TL%  | RP  | AP  | PRP | SP  | PP   |
| --------- | ------------- | -- | -- | ---- | ---- | ---- | ---- | --- | --- | --- | --- | ---- |
| 2022-2023 | S.L.C. Stars  | 50 | 32 | 26,8 | 52,0 | 43,1 | 79,3 | 3,6 | 1,9 | 0,9 | 0,8 | 12,4 |
| 2023-2024 | R.G.V. Vipers | 10 | 10 | 31,6 | 50,0 | 32,0 | 65,5 | 6,0 | 3,5 | 1,5 | 0,6 | 17,9 |
| 2024-2025 | R.G.V. Vipers | 21 | 20 | 31,0 | 50,2 | 34,5 | 83,3 | 4,0 | 3,3 | 1,7 | 0,7 | 19,3 |
| Carriera  | Carriera      | 81 | 62 | 28,5 | 51,1 | 39,2 | 77,5 | 4,0 | 2,5 | 1,2 | 0,7 | 14,9 |

## Palmarès

### Individuale
- All-MAC First Team: 1

Università di Buffalo: 2022
- All-MAC Second team: 1

Università di Buffalo: 2021